# Rauhiella brasiliensis
Rauhiella brasiliensis är en orkidéart som beskrevs av Guido Frederico João Pabst och Pedro Ivo Soares Braga. Rauhiella brasiliensis ingår i släktet Rauhiella och familjen orkidéer. Inga underarter finns listade i Catalogue of Life.